# Regione del Medio Cavally
La regione del Medio Cavally (in francese: Moyen-Cavally) era una delle 19 regioni della Costa d'Avorio. Soppressa nel 2011, si suddivideva in tre dipartimenti: Duékoué, Guiglo, e Toulépleu.
Prendeva il nome dal fiume Cavally. 